# The Journal of Hand Surgery – American Volume
Das Journal of Hand Surgery – American Volume, abgekürzt J. Hand Surg. Am. Vol., ist eine wissenschaftliche Fachzeitschrift, die vom Elsevier-Verlag im Auftrag der American Society for Surgery of the Hand veröffentlicht wird. Die Zeitschrift wurde 1976 unter dem Namen The Journal of Hand Surgery gegründet und änderte ihn 1984 in The Journal of Hand Surgery – American Volume. Im Jahr 2006 wurde die Zeitschrift mit dem Journal of the American Society for Surgery of the Hand vereinigt. Sie erscheint mit zwölf Ausgaben im Jahr. Es werden Arbeiten veröffentlicht, die sich mit der Diagnose, der Behandlung und der Pathophysiologie von Erkrankungen der oberen Extremitäten beschäftigen.
Der Impact Factor lag im Jahr 2014 bei 1,667. Nach der Statistik des ISI Web of Knowledge wird das Journal mit diesem Impact Factor in der Kategorie Chirurgie an 89. Stelle von 198 Zeitschriften und in der Kategorie Orthopädie an 31. Stelle von 72 Zeitschriften geführt.